# Natação nos Jogos Olímpicos de Verão de 2012 - 200 m livre feminino
A competição dos 200 metros livre feminino da natação nos Jogos Olímpicos de Verão de 2012 foi disputada nos dias 30 e 31 de julho no Centro Aquático de Londres.

## Medalhistas
| Ouro   | USA Allison Schmitt |
| Prata  | FRA Camille Muffat  |
| Bronze | AUS Bronte Barratt  |

## Recordes
Antes desta competição, os recordes mundiais e olímpicos da prova eram os seguintes:
| Tipo | Atleta              | Tempo   | Local  | Data                 |
| ---- | ------------------- | ------- | ------ | -------------------- |
|      | Federica Pellegrini | 1:52.98 | Roma   | 29 de julho de 2009  |
|      | Federica Pellegrini | 1:54.82 | Pequim | 13 de agosto de 2008 |

Os seguintes recordes mundiais ou olímpicos foram estabelecidos durante esta competição:
| Data        | Evento | Atleta              | Tempo   | Notas            |
| ----------- | ------ | ------------------- | ------- | ---------------- |
| 31 de julho | Final  | USA Allison Schmitt | 1:53.61 | Recorde olímpico |

## Resultados

### Eliminatórias
| Pos. | Elim. | Raia | Nadadora                 | CON                | Tempo   | Notas            |
| ---- | ----- | ---- | ------------------------ | ------------------ | ------- | ---------------- |
| 1    | 3     | 5    | Federica Pellegrini      | ITA Itália         | 1:57.16 | Q                |
| 2    | 5     | 4    | Allison Schmitt          | USA Estados Unidos | 1:57.33 | Q                |
| 3    | 3     | 4    | Missy Franklin           | USA Estados Unidos | 1:57.62 | Q                |
| 4    | 3     | 3    | Veronika Popova          | RUS Rússia         | 1:57.79 | Q                |
| 4    | 5     | 7    | Melani Costa             | ESP Espanha        | 1:57.79 | Q                |
| 6    | 3     | 6    | Barbara Jardin           | CAN Canadá         | 1:57.92 | Q                |
| 7    | 5     | 5    | Sarah Sjöström           | SWE Suécia         | 1:58.03 | Q                |
| 7    | 4     | 2    | Caitlin McClatchey       | GBR Grã-Bretanha   | 1:58.03 | Q                |
| 9    | 3     | 7    | Samantha Cheverton       | CAN Canadá         | 1:58.11 | Q                |
| 10   | 4     | 3    | Bronte Barratt           | AUS Austrália      | 1:58.12 | Q                |
| 11   | 5     | 3    | Kylie Palmer             | AUS Austrália      | 1:58.16 | Q                |
| 12   | 4     | 4    | Camille Muffat           | FRA França         | 1:58.49 | Q                |
| 13   | 5     | 6    | Silke Lippok             | GER Alemanha       | 1:58.59 | Q                |
| 14   | 4     | 6    | Wang Shijia              | CHN China          | 1:58.73 | Q                |
| 15   | 4     | 1    | Hanae Ito                | JPN Japão          | 1:58.93 | Q                |
| 16   | 5     | 1    | Sara Isaković            | SLO Eslovênia      | 1:58.96 | Q                |
| 17   | 3     | 2    | Rebecca Turner           | GBR Grã-Bretanha   | 1:58.98 |                  |
| 18   | 3     | 1    | Ophélie-Cyrielle Étienne | FRA França         | 1:59.15 |                  |
| 19   | 4     | 8    | Nina Rangelova           | BUL Bulgária       | 1:59.21 | Recorde nacional |
| 20   | 5     | 8    | Karin Prinsloo           | RSA África do Sul  | 1:59.24 |                  |
| 21   | 4     | 7    | Song Wenyan              | CHN China          | 1:59.47 |                  |
| 22   | 5     | 2    | Ágnes Mutina             | HUN Hungria        | 1:59.56 |                  |
| 23   | 3     | 8    | Sze Hang Yu              | HKG Hong Kong      | 1:59.92 |                  |
| 24   | 2     | 5    | Pernille Blume           | DEN Dinamarca      | 2:00.91 |                  |
| 25   | 2     | 6    | Camelia Potec            | ROU Romênia        | 2:01.15 |                  |
| 26   | 2     | 2    | Liliana Ibáñez           | MEX México         | 2:01.36 |                  |
| 27   | 2     | 1    | Anna Stylianou           | CYP Chipre         | 2:01.87 |                  |
| 28   | 2     | 8    | Katarína Filová          | SVK Eslováquia     | 2:02.03 |                  |
| 29   | 2     | 4    | Jördis Steinegger        | AUT Áustria        | 2:02.39 |                  |
| 30   | 1     | 3    | Natthanan Junkrajang     | THA Tailândia      | 2:02.49 |                  |
| 31   | 1     | 5    | Danielle Villars         | SUI Suíça          | 2:03.55 |                  |
| 32   | 2     | 7    | Hanna-Maria Seppälä      | FIN Finlândia      | 2:04.21 |                  |
| 33   | 1     | 4    | Baek Il-Joo              | KOR Coreia do Sul  | 2:04.32 |                  |
| 34   | 1     | 6    | Heather Arseth           | MRI Maurício       | 2:07.81 |                  |
| 35   | 1     | 2    | Aurélie Fanchette        | SEY Seicheles      | 2:23.49 |                  |
| 036  | 2     | 3    | Grainne Murphy           | IRL Irlanda        | DNS     |                  |
| 036  | 4     | 5    | Femke Heemskerk          | NED Países Baixos  | DNS     |                  |

### Semifinal

#### Semifinal 1
| Pos. | Raia | Nadadora        | CON                | Tempo   | Notas |
| ---- | ---- | --------------- | ------------------ | ------- | ----- |
| 1    | 2    | Bronte Barratt  | AUS Austrália      | 1:56.08 | Q     |
| 2    | 4    | Allison Schmitt | USA Estados Unidos | 1:56.15 | Q     |
| 3    | 7    | Camille Muffat  | FRA França         | 1:56.18 | Q     |
| 4    | 5    | Veronika Popova | RUS Rússia         | 1:56.84 | Q,    |
| 5    | 3    | Barbara Jardin  | CAN Canadá         | 1:57.91 |       |
| 6    | 6    | Sarah Sjöström  | SWE Suécia         | 1:58.12 |       |
| 7    | 8    | Sara Isaković   | SLO Eslovênia      | 1:58.47 |       |
| 8    | 1    | Wang Shijia     | CHN China          | 1:58.63 |       |

#### Semifinal 2
| Pos. | Raia | Nadadora            | CON                | Tempo   | Notas |
| ---- | ---- | ------------------- | ------------------ | ------- | ----- |
| 1    | 4    | Federica Pellegrini | ITA Itália         | 1:56.67 | Q     |
| 2    | 6    | Caitlin McClatchey  | GBR Grã-Bretanha   | 1:57.33 | Q     |
| 3    | 7    | Kylie Palmer        | AUS Austrália      | 1:57.44 | Q     |
| 4    | 5    | Missy Franklin      | USA Estados Unidos | 1:57.57 | Q     |
| 5    | 3    | Melani Costa        | ESP Espanha        | 1:57.76 |       |
| 6    | 2    | Samantha Cheverton  | CAN Canadá         | 1:57.98 |       |
| 7    | 1    | Silke Lippok        | GER Alemanha       | 1:58.24 |       |
| 8    | 8    | Hanae Ito           | JPN Japão          | 1:59.62 |       |

### Final
| Pos.              | Raia | Nadadora            | CON                | Tempo   | Notas |
| ----------------- | ---- | ------------------- | ------------------ | ------- | ----- |
| Medalha de ouro   | 5    | Allison Schmitt     | USA Estados Unidos | 1:53.61 | ,     |
| Medalha de prata  | 3    | Camille Muffat      | FRA França         | 1:55.58 |       |
| Medalha de bronze | 4    | Bronte Barratt      | AUS Austrália      | 1:55.81 |       |
| 4                 | 8    | Missy Franklin      | USA Estados Unidos | 1:55.82 |       |
| 5                 | 6    | Federica Pellegrini | ITA Itália         | 1:56.73 |       |
| 6                 | 2    | Veronika Popova     | RUS Rússia         | 1:57.25 |       |
| 7                 | 7    | Caitlin McClatchey  | GBR Grã-Bretanha   | 1:57.60 |       |
| 8                 | 1    | Kylie Palmer        | AUS Austrália      | 1:57.68 |       |

Legenda
| Recorde mundial      | Recorde mundial (World record)               |                       | Recorde africano                      | Recorde africano (African) |                                           | Q | Classificado por posição (Qualified) |
| Recorde olímpico     | Recorde olímpico (Olympic record)            | Recorde da América    | Recorde da América (Americas)         | q                          | Classificado por melhor tempo (Qualified) |   |                                      |
| Melhor marca do ano  | Melhor marca do ano (World leading)          | Recorde asiático      | Recorde asiático (Asian)              | DNS                        | Não largou (Did not start)                |   |                                      |
| Recorde nacional     | Recorde nacional (National record)           | Recorde europeu       | Recorde europeu (European)            | DNF                        | Não terminou (Did not finish)             |   |                                      |
| Recorde pessoal      | Recorde pessoal do atleta (Personal best)    | Recorde da Oceania    | Recorde da Oceania (Oceania)          | DSQ / DQ                   | Desclassificado (Disqualified)            |   |                                      |
| Recorde da temporada | Recorde da temporada do atleta (Season best) | Recorde sul-americano | Recorde sul-americano (South America) | NM                         | Sem marca (No mark)                       |   |                                      |